# Correo del Orinoco
El Correo del Orinoco fue un periódico venezolano fundado en Ciudad Bolívar —antigua Angostura— que circuló desde el 27 de junio de 1818 hasta el 23 de marzo de 1822, durante la Guerra de Independencia de Venezuela. Fue creado por Simón Bolívar como órgano propagandístico de la Tercera República de Venezuela y para contrarrestar la influencia de la Gaceta de Caracas, periódico al servicio de la Corona Española. Considerado entre los primeros periódicos de Venezuela.

## Historia
"Mándeme usted de un modo u otro una imprenta que es tan útil como los pertrechos", escribía Bolívar a Fernando Peñalver, que con ese propósito se encontraba en Trinidad en septiembre de 1817. En octubre la imprenta ya estaba en Angostura y el 27 de junio de 1818 salía a la calle el "Correo del Orinoco", impreso en una máquina movida a brazo y con cuatro páginas impresas en papel de hilo, gracias al cual se ha conservado para la posteridad. Somos libres, escribimos en un país libre y no nos proponemos engañar al público” era su lema.
Su editor, el capitán Andrés Roderick proyectó un formato de 31 centímetros de alto por 32 de ancho por dos columnas hasta el número 11 del 5 de septiembre. A partir del número 12 se ensanchó el semanario a 36 por 24 y a tres columnas hasta su fin, el número 128, que aparece el 23 de marzo de 1822.
La dirección de los primeros 12 números del Semanario estuvo a cargo de Francisco Antonio Zea quien fue su primer redactor. Éste fue reemplazado por colaboradores de la talla de Juan Germán Roscio, Carlos Soublette, José Rafael Revenga, José Ignacio Abreu y Lima, Manuel Palacio Fajardo, entre otros. 
El periódico contaba con corresponsales en Puerto España, Trinidad, Cristóbal Mendoza, en San Thomas, Vicente Tejera y en Maracaibo, Venezuela, Andrés Roderick, destacando como colaboradores del periódico, el propio Bolívar, Fernando Peñalver, Ramón Ignacio Méndez, Antonio Nariño, José María Salazar, Luis López Méndez, Francisco de Paula Santander, Francisco Javier Yánez y José Trimiño. En total se editaron 133 números: 128 numerados y 5 extraordinarios, correspondiendo los últimos a importantes acciones militares como las de Boyacá y Carabobo. 
El semanario, que aparecía los sábados, traía artículos en francés e inglés e informaba a las naciones de los logros militares y políticos de la República de Colombia. El Correo oponía a la Gaceta de Caracas las informaciones sobre los logros realistas, sirvió de instrumento en las relaciones internacionales, publicó la vida y obra de los héroes de la Revolución, decretos del ejecutivo, leyes, boletines del ejército, las proclamas de Bolívar, notas de colaboradores extranjeros que servían a la cohesión del ejército, y toda clase de informaciones sobre la construcción del Estado y la organización de la guerra. También incluyó extractos de periódicos extranjeros y diversos avisos sobre entrada y salida de buques. Además se insertaron en el Correo del Orinoco anécdotas, algunas curiosidades, poemas, cuentos y novelas por entregas. Colaboraron con Andres Roderick los tipografos Thomas Tavernier y Juan Jose Perez. Al retirarse Roderick fueron titulares de la imprenta Thomas Bradshaw y William Burrell Stewart. Con este ultimo se desempeno como administrador John Bernard.
En carta a José Antonio Páez el 4 de agosto de 1826, escribiría Bolívar la utilidad que vio en este medio "como artillería de pensamiento, educador de masas de hoy y mañana, portavoz de la creación de un nuevo orden económico y de la información internacional desde el punto de vista de nuestros intereses, fiscal de la moral pública y freno de las pasiones, vigilante contra todo exceso y omisión culpable, catecismo moral y de virtudes cívicas, tribunal espontáneo y órgano de los pensamientos ajenos".

## Legado
En 1964, Guillermo García Ponce, entonces parlamentario por el Partido Comunista, propuso,  que el Día del Periodista se celebrara el mismo día en que salió por primera vez El Correo del Orinoco. Es por ello y en conmemoración de la importancia que tuvo el Correo del Orinoco, que el 27 de junio se celebra en Venezuela el Día Nacional del Periodista.
El 30 de agosto de 2009 se fundó el Correo del Orinoco, periódico venezolano perteneciente al Sistema Bolivariano de Comunicación e Información. En la actualidad es considerado un ícono histórico del periodismo en Venezuela. En Ciudad Bolívar se encuentra el Museo Correo del Orinoco pudiendo divisar la imprenta original del periódico que data de 1818.